# باب الحارة
باب الحارة مسلسل درامي اجتماعي شامية سوري يُعد من أبرز المسلسلات العربية. تدور أحداثه ابتداءً من عشرينيات القرن العشرين. أُنتج الجزء الأول عام 2006، والجزء الثاني عام 2007، والجزء الثالث عام 2008، والجزء الرابع عام 2009، والجزء الخامس عام 2010. ثم عاد في عام 2014 بالجزء السادس، وكانت الأجزاء الخمسة الأولى من إخراج بسام الملا.
تكررت فكرة تصوير المسلسل بعد انقطاع دام أربع سنوات، فعاد إلى الشاشة في رمضان 2014 بجزئه السادس، وفي رمضان 2015 بجزئه السابع من إخراج عزام فوق العادة. ثم عُرض في رمضان 2016 بجزئه الثامن، وفي رمضان 2017 بجزئه التاسع من إخراج ناجي طعمي، وفي جزئه العاشر من إخراج محمد زهير رجب.
كتب الجزء الأول مروان قاووق وكمال مرة، بينما كتب قاووق الجزأين الثاني والثالث والعاشر منفردًا، وعاد كمال للعمل وكتب الجزأين الرابع والخامس منفردًا. أما الجزء السادس والسابع فكتبهما عثمان جحا وسليمان عبد العزيز، في حين كتب سليمان عبد العزيز الجزءين الثامن والتاسع منفردًا. وفي الجزء العاشر، عاد مروان قاووق لكتابته منفردًا.
صُورت الأجزاء الخمسة الأولى في القرية الشامية في ريف دمشق، بينما صُورت الأجزاء: السادس والسابع والثامن والتاسع في حارة مشابهة تمامًا للحارة الأصلية، تم بناؤها في منطقة يعفور بريف دمشق. أما الجزء العاشر، وبعد انتقال أهالي حارة الضبع إلى حارة الصالحية، فصُور في مدينة الرحبة في دمشق (دير علي). كما صُورت جميع المشاهد الداخلية في بيوت دمشق القديمة.
يسلط المسلسل الضوء على الحياة الدمشقية والقيم النبيلة والعادات والتقاليد القديمة من خلال تصوير حياة أهالي حارة الضبع.

## الشخصيات والأماكن

### أسماء الحارات في المسلسل
1. حارة الضبع وزعيمها أبو صالح.
2. حارة أبو النار وزعيمها أبو النار.
3. حارة الماوي وزعيمها أبو صياح.
4. حارة الصالحية وزعيمها أبو عزام.
5. حارة اليهود

### الشخصيات والممثلون
تم تغيير واستبدال العديد من الشخصيات والممثلين في المسلسل بسبب وفاة بعض الشخصيات المهمة أو استبدال بعض الممثلين بآخرين. من بين الشخصيات التي انتهت بالوفاة أو الاختفاء:
- «أبو خاطر»: موت في الجزء السادس.
- «أبو بشير»: موت في الجزء السادس.
- «أم إبراهيم»: موت في الجزء السادس.
- «أبو محمود»: موت في الجزء السادس.
- «فياض»: قتل على يد الواوي في الجزء السادس.
- «الواوي»: قتل على يد معتز في نهاية الجزء السادس.
- «ناديا»: توفيت بسبب مرض السل في بداية الجزء السابع.
- «حنه»: امرأة الحكيم موسى اليهودي توفيت في الجزء السابع.

كما تم استبدال بعض الممثلين بآخرين لإداء نفس الشخصية، مثل:
- شخصية «فوزية» التي أدتها في الجزئين الأول والثاني ليلى سمور، بينما أدتها ببقية الأجزاء شكران مرتجى.
- معتز الذي أكمل دوره مصطفى سعد الدين في الجزء الثامن والتاسع بعد أن أداها وائل شرف بالأجزاء السبعة.
- ظهرت الفنانة منى واصف بالمسلسل من خلال شخصيتين مختلفتين هما الساحرة «أم عبد الله» في الجزء الثاني وأم جوزيف في الجزأين الرابع والخامس.
- أدى نوار بلبل دور الزيبق في الجزء الأول ودور أبو يوسف في الجزء الرابع.
- أدى سعيد عبد السلام دور جار الإدعشري في الأول وجد زهرة في الجزء الرابع.
- أدت قمر النجار دور حسنية في الجزء الخامس وريحانة في الجزء التاسع.
- أدى إبراهيم كيكي دور صالح في الجزء الأول وأحد الثوار في الجزء الرابع، ودور يوسف في الجزأين الثامن والتاسع.
- أدى وسيم غانم دور جان ميران في الجزء الثالث وعمه الحاكم الفرنسي في الجزأين الرابع والخامس.
- أدى عبد الهادي الصباغ دور الشيخ فهمي في الجزء السادس وأبو حازم في الجزأين السابع والثامن.
- أدت سناء سواح دور أم سمعو في الجزء الأول وأم موريس في الجزء السابع.
- أدى رامز اسود دور أبو دراع في الأجزاء الأول والرابع والخامس ومحجوب في الجزء العاشر

## صدى المسلسل
حقق المسلسل نجاحًا ورواجًا في العالم العربي في جزئيه الأول والثاني، حيث لاقى أصداءً واسعة في دول الوطن العربي من مشرقه إلى مغربه. كما حصل على شعبية كبيرة في أوساط اليهود العرب، وخاصة اليهود السوريين.
تعرض المسلسل في الوقت نفسه لسلسلة من المدح والنقد. فقد احتوى على بعض المغالطات التاريخية من ناحية الجدول الزمني، وتعرض الجزء الثالث لنقد كبير بسبب تغيير الممثلين المشاركين في الجزئين الأول والثاني بممثلين آخرين، فضلاً عن المط والتطويل في الأحداث. قام الأخوان بسام ومؤمن الملا بإخراج المسلسل في محاولة لتغطية العيوب والأخطاء التي ظهرت في الأجزاء السابقة وتفادي الوقوع في أخطاء أخرى.
رغم كثافة عدد المشاهدين لمسلسل باب الحارة انتقد عدد من الكتاب تصويره للمرأة السورية في فترة تاريخية تحكي عن مقاومة الاستعمار، حيث كان للمرأة دور كبير في المقاومة بجانب الرجل. فقد صور العمل المرأة في صورة سلبية، مشغولة بالنميمة والقيل والقال، وتجاهل قضية الطلاق بدون نقد كافٍ. كما أن تقديم العمل لمرحلة تاريخية مهمة في قضية القومية السورية لم يتضمن دور المرأة الوطني في النضال ضد الاستعمار، والذي أثرَّ على دورها الاجتماعي في التعليم والمشاركة في الحراك السياسي في تلك الفترة. لم يحظَ المسلسل بقبول من النقاد النسويين بسبب تقديمه العنف ضد المرأة بصورة إيجابية.

## البث
- الجدول التالي يبين القنوات التي عرض فيها المسلسل في شهر رمضان

| الدولة                   | القناة                  | التاريخ                                                                             |  | الجزء                     |
| ------------------------ | ----------------------- | ----------------------------------------------------------------------------------- |  | ------------------------- |
| سوريا                    | التلفزيون العربي السوري | 1 رمضان بالسنوات الميلادية 2006 و2007 و2008 و2009 و2010 و2015 و2016 و2017 و2019     |  | 1، 2، 3، 4، 5, 7,’8, 9،10 |
| السعودية                 | إم‌ بي‌ سي 1              | 1 رمضان بالسنوات الميلادية 2006 و2007 و2008 و2009، 2010، 2014، 2015، 2016 و2017     |  | 1، 2، 3، 4، 5، 6، 7، 8, 9 |
| السعودية                 | إم بي سي بلاس دراما     | 1 رمضان بالسنوات الميلادية 2009، 2010، 2014 و2017                                   |  | 4، 5, 6, 9                |
| السعودية                 | حكايات كمان             | 1 رمضان بالسنة الميلادية 2007                                                       |  | 2                         |
| قطر                      | قناة قطر الفضائية       | 1 رمضان بالسنتين الميلاديتين 2006 و2007                                             |  | 1، 2                      |
| ليبيا                    | قناة الليبية            | 1 رمضان بالسنتين الميلاديتين 2006 و2007                                             |  | 1، 2                      |
| لبنان                    | قناة المنار             | 1 رمضان بالسنتين الميلاديتين 2006 و2007 1 رمضان بالسنة الميلادية 2009 (البث الأرضي) |  | 1، 2 4                    |
| ليبيا                    | قناة ليبيا الشبابية     | رمضان بالسنة الميلادية 2008                                                         |  | 3                         |
| تونس                     | نسمة تي في              | رمضان بالسنة الميلادية 2009، 2010                                                   |  | 4، 5                      |
| تونس                     | فيرست تي في             | رمضان بالسنة الميلادية 2014                                                         |  | 6                         |
| سوريا                    | تلفزيون الدنيا          | رمضان بالسنة الميلادية 2009                                                         |  | 4                         |
| الجزائر                  | التلفزيون الجزائري      | 2006.2007.2008                                                                      |  | 1، 2 و3                   |
| ليبيا                    | قناة المتوسط الفضائية   | رمضان بالسنة الميلادية 2009                                                         |  | 4                         |
| سوريا                    | أورينت نيوز             | رمضان بالسنة الميلادية 2010                                                         |  | 5                         |
| لبنان                    | إم تي في                | رمضان بالسنة الميلادية 2010                                                         |  | 5                         |
| الإمارات العربية المتحدة | تلفزيون الشارقة         | رمضان بالسنة الميلادية 2010و2014و2015 و2017                                         |  | 5، 6، 7, 9                |
| مصر                      | ميلودي دراما            | رمضان بالسنة الميلادية 2010                                                         |  | 5                         |
| ليبيا                    | قناة الجماهيرية         | رمضان بالسنة الميلادية 2010                                                         |  | 5                         |
| الإمارات العربية المتحدة | زي ألوان                | رمضان بالسنة الميلادية 2015                                                         |  | 7,8,9,10                  |
| السودان                  | تلفزيون السودان         | رمضان بالسنة الميلادية 2010، 2015,2016,2017                                         |  | 5                         |
| سوريا                    | سوريا دراما             | 1 رمضان بالسنوات الميلادية 2016 و2017,2019                                          |  | 8, 9,10                   |
| لبنان                    | قناة الانتشار اللبناني  | 1 رمضان بالسنوات الميلادية 2014 و2015 و2016 و2017                                   |  | 6,7، 8, 9                 |
| الجزائر                  | دزاير تي في             | 1 رمضان بالسنوات الميلادية 2015                                                     |  | 7                         |
| الجزائر                  | النهار لكي              | 1 رمضان بالسنوات الميلادية 2015 و2016                                               |  | 7، 8                      |
| العراق                   | الفلوجة                 | 1 رمضان بالسنوات الميلادية 2016 و2017                                               |  | 8, 9                      |
| الأردن                   | قناة رؤيا الفضائية      | 1 رمضان بالسنوات الميلادية 2017                                                     |  | 9                         |
| لبنان                    | قناة LBCI               | رمضان بالسنة الميلادية 2014 و2015 و2016 و2017 و2019                                 |  | 12.6,7,8,9,10             |
| عراق                     | قناة غدير العراقيه      | 2023                                                                                |  | 13                        |

## روابط خارجية
- باب الحارة على موقع IMDb (الإنجليزية)
- باب الحارة على موقع قاعدة بيانات الفيلم (الإنجليزية)